# Антон Тамсааре
Антон Хансен Тамсааре (на естонски: Anton Hansen Tammsaare) е естонски писател, автор на петтомния роман „Истина и справедливост“ (Tõde ja õigus; 1926 – 1933), който е една от най-важните творби в естонската литература и е известен като „Естонският роман“.

## Име
Рожденото име на писателя е Антон Хансен, а Тамсааре е името на фермата на баща му, Петер Хансен.

## Биография
Антон Хансен Тамсааре е роден на 30 януари 1878 г. в Албу, северна Естония, където завършва началното училище през 1897 г. Учи в реномирания частен лицей „Трефнер“ в Тарту, като работи като портиер и помощник-учител, за да се издържа. От 1903 до 1907 г. работи като журналист и редактор в няколко независими естонски вестници и списания, които постепенно са забранени от руската цензура. Общува с най-известните представители на талинската интелигенция – писатели, философи, художници. През 1908 г. започва да следва в Юридическия факултет на Тартуския университет.
В този период от живота си Антон Тамсааре е активен член на литературното движение „Млада Естония“, което отрича естетиката на реализма и проповядва т.нар. „психологически импресионизъм“, чиято цел са не толкова социалните проблеми и критиката на обществото, колкото „вглъбяването в най-деликатните движения в човешката душа“ и „анализ на отношенията между двата пола“.
Напуска университета през 1911 г. без да се дипломира, тъй като се разболява от туберкулоза. По лекарска препоръка пътува до Кавказ през 1912 – 1913 г., като това е единственото му пътуване извън Естония. През 1914 година преживява тежка стомашна операция и заживява при брат си на село, където освен езици изучава и сравнителна история на религиите, философия и естетика.
През 1919 г. Тамсааре се жени за Кьоте Велтман и заживява в столицата, Талин, където живее до смъртта си и води относително уединен живот. Работи като преводач на Оскар Уайлд, Джон Голсуърти, Иван Гончаров и Достоевски преди да започне да работи само по собствени творби. Издава 23 книги приживе – сборници с разкази, новели, есета, романи, пиеси и критически студии.
Умира внезапно на работната си маса на 1 март 1940 г.

## Влияния
Повлиян е от Омир, Сервантес, Толстой, Достоевски, Шекспир, Гьоте, Зола, Балзак, Тургенев, Мопасан, Хамсун, Ибсен, Анри Бергсон, Карл Густав Юнг, Зигмунд Фройд, Ромен Ролан, Томас Ман, както и други немски и руски автори.

## Творчество
Първите опуси на Тамсааре са кратки разкази и новели, предимно за селския живот. Публикувани са през периода 1900 – 1907 г. и са в духа на критическия реализъм. През 1931 г. известният естонски критик Бернхард Линде пише за неочаквана близост между Тамсааре и Елин Пелин.
Книгите „Дългите стъпки“ (1908), „Млади души“ (1909), „Отвъд границата“ (1910) са повлияни от идеите на литературното движение „Млада Естония“. Разказът „Нюанси“ (1917) за любовната история на двама болни от туберкулоза в санаториум в Кавказ е друг пример за това влияние. Под влиянието на приказките на Оскар Уайлд е създаден сборникът „Момчето и пеперудата“ (1915).
В следващия си творчески период, през 1920-те и 1930-те, Тамсааре пише в стила на реализма, въпреки че влиянието на „Млада Естония“ не изчезва. Повлиян от Бергсон, Юнг и Фройд Тамсааре пише най-добрите си опуси, синтезиращи реализма с психоанализа. Известни книги от този период са „Юдит. На краля му е студено“ (1921, оригинална интерпретация за еврейската героиня), „Стопанинът на Кърбоя“ (1922, преведен на редица европейски езици и филмиран през 1979 г., тематизираща драмата на нереализиралото се или „изгубено“ следвоенно поколение в Европа), петтомният роман „Истина и справедливост“ (монументална сага, в голяма степен автобиографичен, в стила на психологическия реализъм и предлагащ широка панорама на естонския живот и на живота на естонската интелигенция), „Живот и любов“ (1934) и „Обикнах немкиня“ (1935).

## Наследство
След Втората световна война Антон Тамсааре е признат за класик на естонската литература. Творбите му са издадени и преведени на много езици, а домът му в Талин е превърнат в музей. От 1977 до 1993 излиза пълното събрание на съчиненията му в 18 тома.
Ликът му е изобразен на банкнотите от 25 естонски крони от 1991 и 2004 г. В Талин има парк, наречен на негово име (Tammsaare park).

## Чужди езици
В различни периоди от живота си Антон Хансен Тамсааре научава френски, английски, руски, фински и шведски.

### На български
- „Смъртта на дядото“ (сборник разкази), превод Дора Янева-Медникарова, 1982 г., издателство „Профиздат“[2]
  - преиздадена през 2009 г. от издателство „Гаяна“, 170 стр.[4]
- „Живот и любов“, издателство „Народна култура“, 333 стр.[4]
- „Стопанинът на Кърбоя“, 2008 г., издателство „Бряг“, 150 стр.[4]
- „Юдит. На краля му е студено“ (пиеси), 2009 г., издателство „Гаяна“, 180 стр.[4]
- „Новият Дявол от Пъклово“, 2011 г., издателство „Авангард Принт“, 245 стр.[4]

### На естонски
- 1907 „Uurimisel“, „Raha-auk“
- 1908 „Pikad sammud“
- 1909 „Noored hinged“
- 1910 „Üle piiri“
- 1913 „Vanad ja noored“
- 1915 „Poiss ja liblik“, „Keelest ja luulest“
- 1917 „Varjundid“, „Kärbes“
- 1919 „Sõjamõtted“
- 1921 „Juudit“
- 1922 „Kõrboja peremees“
- 1923 „Pöialpoiss“
- 1924 „Kaks paari ja üksainus ning teised jutustused“, „Sic transit...“
- 1925 „Tähtis päev ja Tõsi jah“
- 1926 „Tõde ja õigus“ I
- 1929 „Tõde ja õigus“ II
- 1931 „Tõde ja õigus“ III
- 1932 „Tõde ja õigus“ IV, „Meie rebane“
- 1933 „Tõde ja õigus“ V
- 1934 „Elu ja armastus“
- 1935 „Ma armastasin sakslast“
- 1936 „Kuningal on külm“
- 1937 „Andres ja Pearu“
- 1938 „Hiina ja hiinlane“
- 1939 „Põrgupõhja uus Vanapagan“